# Подкогыльо
Подко́гыльо (часто также подкоголь, подкоголи; луговомар. подкогыльо, горномар. падкагыль, сев.-зап. мар. паткагыль) — марийское национальное блюдо, вареники (варёные пирожки) из пресного ржаного или пшеничного теста.
С подкогыльо сходны пельмени пермских народов, заимствованные русскими, и вареники, заимствованные украинцами, а также множество блюд китайской, восточной и европейской кухонь. Основное различие этих блюд - в начинках и внешней форме блюда.

## Этимология
Название блюда — подкогыльо — имеет финно-угорское происхождение: мар. под, пад — «котёл», ко́гыльо, ка́гыль — «пирожок, пирог» (ср. эст. kukkel «булочка, пышка»).

## Способ приготовления
Из раскатанного в тонкий слой теста нарезают куски, в них кладут начинку из сырого рубленого мяса зайчатины со свининой или из мяса барсука, сильно сдобренного луком, а иногда — пшённой или перловой кашей, творогом или картофелем. Защипывают края теста, придавая форму узкого полумесяца, кладут в кипящую воду, и когда они всплывут — вынимают.

## Виды подкогыльо
- Шыл подкогыльо — с мясом.
- Тувыртыш подкогыльо — с творогом и картофелем.
- Торык подкогыльо — с творогом.

## Сервировка
Подкогыльо подаются горячими со сливочным маслом, сметаной или кислым молоком.

## День подкогыльо
В Республике Марий Эл и районах компактного проживания марийцев ежегодно отмечается «День подкогыльо» (Подкогыльо кече) — 26 ноября.

## В культуре
В 2019 году блюдо подкогыльо стало лицом Республики Марий Эл в рамках культурно-туристического проекта «Вкусная карта России». Также в 2018 году в Йошкар-Оле был поставлен памятник этому марийскому блюду на территории ресторана «Тёплая речка».

## Промышленное производство
В настоящее время подкогыльо в виде замороженных полуфабрикатов выпускают многие предприятия на территории исторического Марийского края. Например, «Подкоголи с мясом» торговой марки «Деревенская мечта» (Пижанка, Кировская область).